# Conchero de Chōshichiyachi
Conchero de Chōshichiyachi (長七谷地貝塚, Chōshichiyachi kaizuka),  es un sitio arqueológico de principios del período Jōmon en la ciudad de Hachinohe, Prefectura de Aomori, en la región Tōhoku del norte de Japón. Los restos fueron designados Sitio Histórico Nacional de Japón en 1981 por el gobierno japonés.

## Sitio
La ubicación del centro de conchero está en una terraza del río en la orilla derecha del río Gonohe en el norte de Hachinohe, a una altitud de aproximadamente 10 a 20 metros. La zona fue inspeccionada por primera vez por el Comité de Expertos del Patrimonio Cultural de la Prefectura de Aomori en 1958, y fue excavada extensamente de 1977 a 1979, cuando el sitio se puso en peligro por la construcción en el cercano Parque Industrial de Kurono.
El sitio data del período inicial Jōmon (7000 a. C.) y el muladar de conchas consistía en cuatro muladares separados con un grosor medio de 40-50 centímetros, aumentando a 1,1 metros cerca de los restos de las viviendas, lo que indica que el sitio había sido ocupado durante muchos siglos, sin embargo no se han descubierto restos de casas en zanja.
El conchero contenía los restos de unas 30 variedades de mariscos, huesos de nueve tipos de animales, tres tipos de aves, pájaros y al menos 20 variedades diferentes de peces y un número extremadamente grande de conchas Meretrix lusoria, lo que indica la importancia de estas almejas en la dieta del período inicial Jōmon. Algunos de los mariscos del muladar ya no se encuentran en la zona, lo que indica que las temperaturas del océano durante este período fueron más cálidas que en la actualidad. El sitio también contenía fragmentos de cerámica marcados con patrones de cuerdas, así como herramientas e instrumentos de piedra y objetos hechos de hueso —anzuelos de pesca, agujas, horquillas, etc.—.
Algunas de las espinas de pescado eran especies oceánicas —como el bonito y la lubina—, y la presencia de una combinación de anzuelos para peces y cabezas de arpón de calcetín abierto indica que los habitantes locales tenían la capacidad de pescar en alta mar, así como de recolectar recursos marinos de las zonas internas de la bahía. Muchos de los artefactos recuperados del sitio se exhiben en el Museo de la Ciudad de Hachinohe. No hay instalaciones públicas en el sitio.
El sitio ha sido presentado para su inscripción en la Lista del Patrimonio Mundial de la UNESCO como uno de los Sitios arqueológicos de Jōmon en Hokkaidō, Norte Tōhoku, y otras regiones.